# Oppianus
Oppianus van Anazarbus (Oudgrieks: Ὀππιανός, Oppianós; Latijn: Oppianus) was een Grieks-Romeins dichter uit het einde van de 2e eeuw n.Chr. Oppianus was werkzaam ten tijde van de keizerschappen van Marcus Aurelius en Commodus. 

## Werken
Oppianus heeft een vijf boeken tellend leerdicht over visserij geschreven (Ἁλιευτικά, Halieutiká) opgedragen aan Marcus Aurelius en diens zoon Commodus. Ook zou Oppianus leerdichten geschreven hebben over jagen (Κυνηγετικά, Kynēgetiká) en het vangen van vogels (Λιθιακά, Lithiaká). Het is echter onzeker of het boek over de jachtkunst daadwerkelijk door hem geschreven is. Hoogstwaarschijnlijk is dit boek door een andere Oppianus geschreven en onterecht aan Oppianus van Anazarbus toegeschreven.
- Biblioteca Nacional de España: XX1166289
- Bibliothèque nationale de France: cb124530466 (data)
- Gemeinsame Normdatei: 118590189
- International Standard Name Identifier: 0000 0003 7405 9112
- Library of Congress Control Number: n88020705
- Nationale Bibliotheek van Tsjechië: mzk20241216277
- Nationale Bibliotheek van Israël: 987007266135405171
- Nationale Bibliotheek van Polen: a0000002622359
- Nederlandse Thesaurus van Auteursnamen: 069881944
- Réseau des bibliothèques de Suisse occidentale: 02-A017369494
- Istituto Centrale per il Catalogo Unico: VIAV088284
- LIBRIS: 205892
- Système universitaire de documentation: 033688184
- Virtual International Authority File: 86913544
- WorldCat: E39PCjBytCXxr7FyWqtVgqtk6q